# Bény-sur-Mer
Bény-sur-Mer is een gemeente in het Franse departement Calvados (regio Normandië) en telt 444 inwoners (2021). De plaats maakt deel uit van het arrondissement Caen.

## Geografie
De oppervlakte van Bény-sur-Mer bedraagt 6,6 km², de bevolkingsdichtheid is 67 inwoners per km².
De onderstaande kaart toont de ligging van Bény-sur-Mer met de belangrijkste infrastructuur en aangrenzende gemeenten.

## Demografie
Onderstaande figuur toont het verloop van het inwonertal (bron: INSEE-tellingen).

Vanwege een beveiligingsprobleem met de MediaWiki Graph-software is het momenteel niet mogelijk deze grafiek weer te geven. Zodra de software is bijgewerkt zal de grafiek vanzelf weer zichtbaar worden.

## Bezienswaardigheden
- de kerk L'Assomption-de-Notre-Dame heeft een romaanse klokkentoren uit het begin van de twaalfde eeuw die in 1885 werd geklasseerd als monument historique. De torenspits werd gereconstrueerd in 1725. De rest van het kerkgebouw werd herbouwd in de 19e eeuw in de neoromaanse stijl.
- het kasteel van Bény werd gebouwd in 1685.
- de Menhir de la Demoiselle de Bracqueville.

1. ↑  Populations de référence 2022.